# Lightning Lad
Lightning Lad, alias Garth Ranzz, noto anche come Live Wire, è un personaggio dei fumetti DC Comics, un supereroe dei fumetti dell'Universo DC. Possiede l'abilità metaumana di generare elettricità, solitamente nella forma di scariche elettriche. È un membro fondatore della Legione dei Supereroi nel XXX e XXXI secolo. Comparve per la prima volta in Adventure Comics n. 247 (aprile 1958) con il nome in codice originale di Lightning Boy.

## Biografia del personaggio

### Silver Age
Lightning Lad è un membro fondatore della Legione dei Supereroi al fianco di Saturn Girl e Cosmic Boy. Nato sul pianeta Winath, è il fratello gemello della Legionaria Ayla Ranzz (Lightning Lass), fratello minore del supercriminale Mekt Ranzz (Lightning Lord), e padre di due paia di gemelli: i giovani Garridan (Validus) e Graym Ranzz e le fanciulle Dacey e Dorrit Rannz.
Nelle prime storie della Legione, si sacrificò per sconfiggere Zaryan il Conquistatore, ma fu resuscitato dal sacrificio di Proty, l'animaletto domestico mutaforma di Chameleon Boy. Tuttavia, una retcon rivelò che la mente di Proty ebbe il sopravvento sulla mente di Lightning Lad.
Un secondo incidente contro un mostro noto come "il Super Moby Dick dello Spazio" gli fece perdere il braccio sinistro, che fu rimpiazzato da una protesi bionica. Riuscì a farsi ricrescere il suo braccio, ma nel frattempo un criminale scienziato utilizzò la situazione per ipnotizzare Garth facendolo comportare come un criminale, nelle vesti di Starfinger, che utilizzava il suo braccio bionico come un'arma. Il terzo incidente, che ebbe luogo durante la Great Darkness Saga, fu il rapimento di suo figlio da parte di Darkseid e la sua conseguente trasformazione nel mostro Validus.
Durante la "Five Year Gap" dopo la Guerra della Magia, la Terra cadde sotto il controllo dei Dominatori, e si allontanò dai Pianeti Uniti. Anni più tardi, alcuni membri dei Dominatori altamente classificati noti come "Batch SW6", fuggirono dal carcere. Originariamente, i Batch SW6 erano un gruppo di cloni adolescenti dei Legionari, creati da campioni presi poco prima della morte di Ferro Lad per mano del Mangiatore di Soli . Successivamente, si rivelarono essere dei duplicati del paradosso temporale, ognuno di loro altrettanto legittimo quanto i loro omonimi. Dopo che la Terra venne distrutta in un disastro somigliante alla distruzione di Krypton avvenuto oltre un millennio prima, poche dozzine di città sopravvissute e i loro abitanti ricostruirono il loro mondo sulla Nuova Terra. I Legionari SW6 rimasero, e la loro versione di Lightning Lad assunse il nome in codice di "Live Wire". A differenza del Lightning Lad adulto, non possiede la personalità il controllo mentale da parte di Proty. Così, il giovane Live Wire era un po' più spericolato e ribelle di ogni descrizione precedente di Garth.

### Ora Zero - Nuova versione
Successivamente a Crisi sulle Terre infinite, le origini di Superman furono rinnovate e Superboy fu cancellato dal suo passato. Sfortunatamente, la storia della Legione si sviluppò grandemente intorno alla figura di Superboy, e questa versione del personaggio fu connessa retroattivamente ad un essere nato in un "universo in miniatura", una soluzione che causò numerosi errori di continuità. Dopo la miniserie Ora zero, la storia della Legione fu completamente rinnovata. La nuova storia di Garth cominciò quando i gemelli andarono con Mekt in viaggio sull'incrociatore spaziale dei loro genitori e atterrarono sullo sterile pianeta Korbal dopo che le cellule energetiche dell'incrociatore esaurirono la loro carica. Ayla suggerì di utilizzare i "Lightning Beasts" (bestie da fulmine), uniche cose vive sul pianeta nel tentativo di ricaricare l'incrociatore. L'unico risultato che ebbero, però, fu che i tre furono ritrovati in coma il giorno seguente a causa della folgorazione eccessiva.
Mesi più tardi, Garth e Ayla si svegliarono contemporaneamente e scoprirono che Mekt si era svegliato una settimana prima, e dimostrando poteri elettrici come quelli delle bestie da fulmine, minacciò lo staff e svanì. Dopo essere venuti a conoscenza di ciò, mantennero segreto il fatto che poteri simili loro li avevano già sviluppati prima che Garth, pensasse che la folgorazione aveva in qualche modo corrotto la mente di Mekt e che presto avrebbe corrotto anche loro. I due si rifiutarono di credere che Mekt si trasformò in un sociopatico solo perché era l'unico "da solo" in un mondo fatto di gemelli, così Garth scappò di casa per andare in cerca di suo fratello, nonostante il tentativo di Ayla di dissuaderlo.

### Legione
Avendo saputo che forse Mekt poteva essere sulla Terra, Garth si imbarcò su una nave spaziale con rotta verso la Terra via Saturno, e qui incontrò Rokk Krinn. I due si piacquero immediatamente, ma sebbene ebbe subito una cotta per lui al loro primo incontro, Imra Ardeen gli diede un'accoglienza gelida. Non di meno, quando lei gridò che quattro "uomini della manutenzione" stavano uccidendo R. J. Brande, i tre lavorarono insieme per fermarli. Questo diede a Brande un'idea.
Poco dopo, una piccola rissa in un bar, causò l'incarceramento di Garth, ma non appena i suoi compagni di cella stavano per pestarlo, giunse Triad-Orange a pagare la sua cauzione - Brande voleva parlare con lui. Qui, scoprì che le altre due Luornu avevano già accompagnato Imra e Rokk. Brande, un fanatico dell'"Epoca Eroica" del XXI secolo, procedette nell'illustrare ai tre un progetto di fondazione di una "Legione di Eroi. Supereroi", e in questo progetto, Garth assunse il nome in codice di Live Wire.
Nonostante la tensione tra lui e Saturn Girl, il periodo iniziale di Garth con la Legione passo senza problemi, finché non si presentò sua sorella. A quel punto, permisero di avere un solo Legionario per mondo e Garth, classificato come scappato di casa, non era colui da cui Winath voleva essere rappresentata. Ayla, nome in codice Spark, era pronta a scusarsi, ma nessuno dei due ebbe molta scelta in materia, e dopo aver quasi distrutto Legion Plaza nel suo combattimento contro Cosmic Boy (dopo che UB minacciò Ayla), preferì andarsene piuttosto che imbarazzare Rokk o Imra nel supplicarlo di rimanere.

### Solo
Dopo di ciò, si unì alla Workforce di Leland McCauley al fine di ottenere i soldi necessari al ritrovamento di Mekt, ma stette con loro per poco tempo in quanto la mancanza di morale da parte di McCauley divenne troppo grande, così se ne andò.Poco dopo, chiese a Brande una nave spaziale per poter cercare suo fratello. Dato che numerosi stargate (mezzo di viaggio standard per viaggiare più veloci della luce, progettati da Brande) furono recentemente distrutti e Brande non aveva scelta, gli negò il consenso, ma gli disse di andare a trovare Saturn Girl, che era in ospedale, dopo essere stata mentalmente regredita fino all'infanzia dallo sforzo compiuto per cercare di spegnere la mente di Superman Composito. Dopo aver visto che Imra ebbe un gesto di collera simile a quello di un bambino, però, non se la sentì di entrare.
Poco dopo, numerosi Daxamiti attaccarono la Terra, e quando Garth visitò il quartier generale della Legione per vedere se poteva essere d'aiuto, gli fu dato un anello di volo da Rokk che gli ordinò di andare da Imra (che poco prima chiese di lui). Quando lei lo vide, gli si gettò al collo, e, dicendole che la Legione aveva bisogno di lei - e che Lui aveva bisogno di lei - le restituì la ragione.
Alla fine, i tre fondatori si trovavano al quartier generale della Legione, dato che Saturn Girl fece arrivare lì i Daxamiti, e questi giunsero giusto in tempo quando Element Lad e Brainiac 5 riuscirono a mandarli in un pianeta dove sarebbero stati senza poteri, mettendo fine alla loro minaccia.

### Mekt
in seguito, però, fu costretto di nuovo ad abbandonare la squadra - e spinto dalla carica di Ayla che lo convinse che stava facendo una cosa buona nel cercare Mekt, ma che ancora non vi era riuscito - andò di nuovo in viaggio per tentate ancora una volta di trovare suo fratello. Dopo aver speso 27060 crediti per la sua ricerca, si ritrovò sul pianeta Bisbe, dove venne derubato dei suoi ultimi 518 crediti. Quando tentò di riprendersi il suo denaro, fu arrestato per omicidio sotto il nome di Mekt. Piuttosto che protestare sul fatto che non fosse Mekt, rimase in silenzio, e non appena la verità venne a galla, Mekt irruppe da un muro ed uccise l'ufficiale di polizia che tentò di dissuadere Garth dal farlo cadere. Quando Garth vide quanto pazzo Mekt era diventato, tentò di sparargli, ma venne messo fuori gioco da suo fratello. Nel frattempo, ad Ayla fu detto dell'arresto di Garth e dell'elettrocuzione del poliziotto, così partì subito per Bisbe.
Garth si risvegliò proprio mentre stavano entrando nell'orbita di Korbal, dove Mekt cominciò ad uccidere molte bestie per incrementare il proprio potere, un piano che non coinvolse Garth o Ayla. Non appena Garth se ne accorse, numerosi incrociatori della Polizia Scientifica gli volarono davanti annunciando che lui era in arresto per l'omicidio di un poliziotto. Mekt cominciò immediatamente ad abbattere gli incrociatori, mentre Garth lo pregava di smettere. Finalmente, quando Ayla arrivò, Mekt l'attaccò. Garth fu quindi costretto ad affrontare la verità su Mekt, ma questi, più potente di entrambi i gemelli, si vendicò vaporizzando il braccio sinistro di Garth. Ayla afferrò la pistola laser di Mekt e gli sparò ad una gamba, ritardando così il suo attacco quando vide che il braccio di Garth si stava cauterizzando da solo. Finalmente, non appena Mekt fu pronto a ucciderli entrambi, Garth propose ad Ayla di prenderlo per la mano e di lasciare scorrere liberamente i loro poteri combinati. Il colpo risultante non solo mise Mekt gambe all'aria, ma lo scaricò del tutto del suo potere (senza menzionare al fatto che i suoi capelli divennero bianchi). Mekt fu finalmente arrestato dalla Polizia Scientifica, e (dopo un breve periodo in ospedale) Garth fu liberato dalle sue accuse.
Mentre stava recuperando le forze dopo la dura esperienza, e si stava abituandosi alla nuova protesi bionica, Garth fu contattato da Cosmic Boy, che seppe che il Presidente Chu stava tramando qualcosa, ma non sapeva cosa, e così dovette rimettersi in gioco. Rokk mise insieme una "Squadra di Salvataggio" segreta, e dopo aver inserito nei ranghi Ultra Boy, Element Lad, Andromeda, Valor e XS, questi salvarono la Legione dai Fatal Five. Entrambe le squadre si divisero in tre, e tutti gli eroi combinati riuscirono a fare arrestare il Presidente Chu e prevennero così che riscatenasse la Guerra tra Braal e Titano. R. J. Brande fu quindi eletto nuovo presidente dei Pianeti Uniti, e il suo primo atto fu di abolire le restrizioni sulle adesioni installate dai Pianeti Uniti verso la squadra, permettendo a Garth così di farne di nuovo parte.
Garth fu ucciso durante la storia "Legione Perduta", sacrificandosi in una battaglia contro il Progenitore (in realtà un Element Lad impazzito). Alcuni cristalli furono lasciati dalla distruzione del Progenitore, che Kid Quantum portò con sé dopo il ritorno della Legione Perduta nella "prima" galassia; lasciò i cristalli a Shanghalla (il cimitero dei supereroi). Venne fuori che l'essenza di Garth sopravvisse ne cristalli e che il corpo di Jan rinacque nel corpo dei Lightning Lad. Riuscì nell'utilizzo dei poteri combinati di Element Lad e di Lightning Lad nel nuovo corpo cristallino. La sua relazione con gli altri Legionari, inclusa Saturn Girl, fu una cosa dura da intrattenere in quanto continuava a somigliare al Progenitore.
In Final Crisis: Legion of Three Worlds, la Legione post-Ora Zero fu portata nella linea temporale della Legione pre-Crisi, per aiutare i loro omonimi a sconfiggere Superboy-Prime e la Legione dei Supercriminali. Durante quel periodo, il Brainiac 5 pre-Crisi, utilizzò uno specifico parafulmine caricato per incrementare le abilità trasmutabili del corpo di Element Lad, permettendo a Garth di mutare il suo stesso corpo in un parafulmine.

### Terza versione
Nel rinnovo del 2005 di Waid/Kitson, Garth Ranzz (sempre Lightning Lad) rimase un socio fondatore del movimento galattico giovanile che divenne la Legione. Lui e Saturn Girl erano innamorati, e Garth fece osservare che doveva "rigare dritto" per poter uscire con una telepate. È molto protettivo nei confronti di sua sorella, Light Lass, e ha sempre un piccolo broncio da mostrare a Brin Londo per il comportamento che ha verso Ayla. Uno dei combattenti più feroci della Legione, riuscì quasi da solo a sconfiggere l'intero gruppo terroristico dei Terra Firma nella loro prima scaramuccia contro la Legione. Facendo da leader durante il risveglio della crisi Lemnos, fu Lightning Lad a firmare l'accordo che soprannominò la Legione "braccio dei Pianeti Uniti" e salvò centinaia di Legionari dall'essere brutalmente deportati dalla Polizia Scientifica. È il membro della Legione che registra il minor numero di volte sulla Terra, preferendo esplorare lo spazio, come se cercasse qualcosa, che si scoprì essere il suo fratello maggiore Mekt, che infine venne sulla Terra, guidando la sua stessa squadra nota come "The Wanderers". Questo fatto, e la sua quasi totale dedizione alla causa della Legione lo misero in una posizione di estrema tensione nella sua relazione con Saturn Girl, infine spingendola verso le braccia di Ultra Boy.

### Post-Crisi infinita
Gli eventi della miniserie Crisi infinita ricostituirono un'analogia simile alla Legione della continuità pre-Crisi sulle Terre infinite, come visto nella storia "The Lightning Saga" comparsa in Justice League of America e in Justice Society of America, e nella storia "Superman and the Legion of Super-Heroes" in Action Comics. Lightning Lad fu incluso nei loro numeri, ed è ancora sposato con Saturn Girl.
Successivamente, Garth scortò Superman fino al presente, dove i due viaggiano nel tempo per ricordare alcune disavventure da teenager nella Fortezza della Solitudine. Ai due si unì Batman, che si rivelò loro che i corpi di Karate Kid e Una si trovavano a Gotham City. Garth e Batman reagirono in modo estremamente ostile l'uno contro l'altro, facendo nascere in Batman la sfiducia nei viaggiatori temporali. Garth ripartì per il XXX secolo con i corpi di Karate Kid e di Una, ma non prima di aver dato a Superman un nuovo anello del volo e dato a Batman alcuni avvertimenti sulle lotte future.
Nel revival di Adventure Comics del 2009, Garth fu inviato da un Mekt dietro le sbarre a scoprire la verità a proposito del fatto se avesse o no anche lui un gemello, o se i suoi sospetti fossero corretti, cioè che aveva un gemello ma che i suoi genitori gliel'avevano sempre tenuto nascosto. Rimane da vedere se disse la verità, stesse mentendo, o se deluse sé stesso nel crederlo. Se ciò fosse stato vero, questa rivelazione sarebbe stata un'alterazione significativa all'origine del personaggio.

## Poteri e abilità
Lightning Lad possiede l'abilità di generare l'elettricità nel suo corpo senza farsi del male. È in grado di scaricare questa elettricità nella forma di una potente "scarica energetica". Può anche creare dei segnali lampeggianti che possono essere visti da grandi distanze. Occasionalmente dimostrò anche un limitato controllo sul clima. Nelle versioni più recenti del personaggio, Garth può anche dirigere i suoi poteri elettrici internamente così da muoversi a velocità sovrumana, e si calcolò che la velocità da lui raggiungibile è un terzo di quella della luce. Lightning Lad è immune agli effetti della corrente elettrica, e non solo, quindi, a quella generata da lui.

## Altri media
- In Le avventure di Superman, Lightning Lad ebbe un cameo come personaggio di sfondo nell'episodio "New Kids In Town". Ricomparve poi nell'episodio Lontani da casa della serie animata Justice League Unlimited.
- Fu parte della squadra della Legione nella serie animata Legion of Super Heroes. In questa storia è il leader sul campo della squadra. È fisicamente somigliante alla sua controparte dei fumetti, eccetto per la cicatrice a forma di fulmine sul suo occhio destro che si illumina quando utilizza i suoi poteri. Viene anche mostrato come arrogante e impulsivo con una qualche tendenza alla competitività contro Superman, anche se sembrarono aver instaurato una relazione d'amicizia col tempo. L'episodio Champions lo mostrò come un maestro del dodecathlon nei Giochi Intergalattici, una sorta di Olimpiadi del futuro. Dopo che Saturn Girl fu messa in coma nella seconda stagione, giurò vendetta sul colpevole. Nell'episodio Chained Lightning, si scoprì che lui e suo fratello Mekt ricevettero i loro poteri durante un attacco da parte delle bestie da fulmine, durante il quale, si presume, loro sorella morì. Più avanti nell'episodio, Garth perse il suo braccio destro durante una battaglia con suo fratello quando furono attaccati da Imperiex, e ottenne un braccio nuovo chiamato Cybernetic 4000. Fu rivelato alla Legione che Ayla non perì durante l'attacco delle bestie da fulmine come si pensò inizialmente, ma fu tramutata in un altro stato, diventando un vortice d'energia che Imperiex tentò di intrappolare al fine di potenziare una nuova arma. Con l'aiuto di Mekt, Garth riuscì a riportare Ayla al suo vecchio stato, com'era prima dell'incidente.
- Lightning Lad, al fianco di Cosmic Boy e Saturn Girl, comparve nell'undicesimo episodio dell'ottava stagione della serie televisiva Smallville, interpretato dall'attore Calum Worthy. Nell'episodio, Garth fu rappresentato come un super-fan di Superman, e come una persona che parla più del dovuto. È l'unico membro della Legione a cui ci si riferisce con il suo nome in codice per intero. Alla fine dell'episodio, Clark gli regala una sua palla da baseball autografata, che portò a sua sorella come dono. Garth menzionò al fatto che la palla è l'unico oggetto a non essere esposto tra gli oggetti presenti nel museo di Storia.